# Jogos Olímpicos de Inverno de 2034
Os Jogos Olímpicos de Inverno de 2034 (em inglês: 2034 Winter Olympics Games), oficialmente conhecidos como XXVII Jogos Olímpicos de Inverno e comumente conhecidos por Salt Lake City 2034, serão um evento multiesportivo marcado para a cidade de Salt Lake City entre os dias 10 e 26 de fevereiro. É a segunda vez que a região recebe os Jogos Olímpicos de Inverno depois de ter sediado em 2002 e a quinta vez que as competições acontecem nos Estados Unidos depois de Lake Placid receber o evento em 1934 e 1980 e Squaw Valley em 1960.

## Processo de licitação
O novo processo de licitação do COI foi aprovado na 134.ª Sessão do COI em 24 de junho de 2019 em Lausanne, Suíça. As principais propostas, impulsionadas pelas recomendações relevantes da Agenda Olímpica 2020, são:
- Estabelecer um diálogo permanente e contínuo para explorar e criar interesse entre cidades/regiões/países e Comitês Olímpicos Nacionais para qualquer evento olímpico
- Criar duas Comissões Anfitriãs do Futuro (Jogos de Verão e de Inverno) para supervisionar o interesse em futuros eventos olímpicos e reportar ao conselho executivo do COI
- Dê mais influência à Sessão do COI fazendo com que membros não executivos do conselho façam parte das Futuras Comissões Anfitriãs.

O COI também modificou a Carta Olímpica para aumentar sua flexibilidade, removendo a data de eleição de 7 anos antes dos jogos e mudando o anfitrião de uma única cidade/região/país para várias cidades, regiões ou países. 

### Comissões de inverno do anfitrião futuro
A composição completa das Comissões de Inverno, supervisionando os anfitriões interessados ou com potenciais anfitriões em que o COI pode querer se concentrar, é a seguinte:
| Membros do COI (4)                                                            | Outros Membros (4)                                                                                    |
| ----------------------------------------------------------------------------- | --- |
| - Octavian Morariu (cadeira) - Gunilla Lindberg - Karl Stoss - Samira Asghari | - Zhang Hong (Comissão de Atletas) - Enais Fogelis (AIOWF) - Neven Ilic (CONs) - Rita van Driel (IPC) |

### Fases de diálogo
De acordo com as regras de conduta da Future Host Commission, o novo sistema de licitação do COI é dividido em 2 etapas de diálogo:
- Diálogo contínuo: Discussões sem compromisso entre o COI e as partes interessadas (Cidade/Região/País/CON interessados em sediar) com relação à realização de futuros eventos olímpicos.
- Diálogo direcionado: Discussões direcionadas com uma ou mais partes interessadas (chamadas de anfitriões preferenciais), conforme instruído pelo Conselho Executivo do COI. Isso segue uma recomendação da Future Host Commission como resultado de um diálogo contínuo.

### Diálogo direcionado
Em 29 de novembro de 2023, visto que, com as desistências de Sapporo e Vancouver para os Jogos Olímpicos de Inverno de 2030, a candidatura de Salt Lake City, junto com a candidatura dos Alpes Marítimos, foram escolhidas para o diálogo direcionado dos jogos de 2030 e 2034, enquanto que a Suíça foi levada para os de 2038, podendo negociar uma cidade para representá-la no pleito. O processo é semelhante ao da eleição da cidade-sede dos jogos Olímpicos de Verão de 2024 e 2028, quando Paris e Los Angeles foram declaradas sedes dos Jogos Olímpicos de Verão de 2024 e 2028, já que apenas as duas cidades seguiram com as candidaturas para 2024, uma vez que Roma, Budapeste e Hamburgo desistiram do pleito por rejeição de suas respectivas populações locais. A definição final aconteceu no dia 24 de julho de 2024, durante a 142ª sessão do COI em Paris, há exatos dois dias para os Jogos Olímpicos de Verão de 2024. Foram 83 votos a favor e 6 contrários.

### Resultado do diálogo direcionado
| Jogos Olímpicos de Inverno de 2034 142.ª Sessão do COI 24 de julho de 2024, em Paris (França) |            |       |
| Salt Lake City                                                                                |            |       |
| Voto                                                                                          | Quantidade | %     |
| A favor                                                                                       | 83         | 87,37 |
| Contra                                                                                        | 6          | 6,32  |
| Abstenção                                                                                     | 6          | 6,31  |
| Total                                                                                         | 95         | 100   |

## Organização

### Locais de competição
Segundo o livro da candidatura, a ideia é reaproveitar todos os locais utilizados na edição de 2002, mas passando por algumas mudanças para se adequar aos modelos atuais, havendo também ampliação com a construção de novos locais. No entanto, foram apresentadas algumas diferenças: o esqui alpino será realizado em Snowbasin em vez de Deer Valley e Park City, enquanto os eventos de big air ocorrerão em um local temporário de 25.000 lugares, construído no antigo estacionamento da praça de medalhas de 2002. O curling será realizado em uma pista temporária no Salt Palace em vez do The Ice Sheet em Ogden; os organizadores citaram a relutância em expandir o local de Ogden com assentos temporários e o desejo de sediar o evento em Salt Lake City para capitalizar a crescente popularidade americana do curling. Já o Delta Center, que recebeu os eventos de patinação em 2002, passaria a ficar como a sede principal do Hóquei no gelo, em inversão com o Maverik Center, que acabou ficando com a patinação artística e de velocidade em pista curta.
No início de abril de 2024, o presidente do comitê organizador, Fraser Bullock, declarou que não descartaria a possibilidade de que instalações construídas para times esportivos profissionais novos ou realocados em Salt Lake City (como o proposto Power District Stadium, destinado a um possível time da Major League Baseball) também pudessem ser usadas, observando que os planos exatos do local podem evoluir à medida que os Jogos se aproximam.  Mais tarde naquele mês, foi anunciado que o proprietário do Utah Jazz, Ryan Smith, havia adquirido as operações de hóquei do Arizona Coyotes da National Hockey League (NHL) e as transferiria para Salt Lake City. Como parte da transferência, US$ 900 milhões foram reservados pela cidade para reformar o Delta Center e construir um distrito esportivo e de entretenimento ao redor da arena até outubro de 2027.  A informação seria anunciada em público no dia 8 de outubro, quando Smith fechou parceria com Bullock pelo uso do local.

### Salt Lake City Cluster
- Rice–Eccles Stadium – Cerimônias
- Delta Center – Hóquei no gelo
- Maverik Center – Patinação artística e Patinação de velocidade em pista curta
- Utah Olympic Oval  – Patinação de velocidade
- Praça das Medalhas Olímpicas – Snowboard (Big Air), Esqui estilo livre (Big Air) e cerimônias de premiação
- Salt Palace – Curling

### Ogden Cluster
- Snowbasin Resort  – Esqui alpino

### Mountain Cluster
- Soldier Hollow – Biatlo, Esqui cross-country e combinado nórdico
- Utah Olympic Sliding Centre – Bobsleigh, Skeleton e Luge
- Utah Olympic Park Jumps – Saltos e Combinado nórdico
- Deer Valley Resort – Esqui estilo livre (Aerials e Moguls)
- Utah Olympic Track  – Esqui cross, Snowboard cross e Slalom paralelo
- Park City – Snowboard e Esqui estilo livre (Halfpipe e Slopestyle)

### Outros locais
- Peaks Ice Arena  – Hóquei no gelo

## Direitos de transmissão
- Estados Unidos – NBCUniversal[15]

## Controvérsias

### Escândalo WADA x USADA
Durante o anúncio da sede dos Jogos Olímpicos de Inverno de 2034 na 142ª sessão do COI em Paris em 24 de julho de 2024, o COI insistiu que Salt Lake City concordasse que poderia "rescindir os contratos das cidades-sede das Olimpíadas nos casos em que a autoridade suprema da Agência Mundial Antidoping (WADA) na luta contra o doping não fosse totalmente respeitada ou se a aplicação do código mundial antidoping fosse prejudicada". Isso tinha a intenção de minar a investigação criminal do Departamento de Justiça dos Estados Unidos sobre as alegações de que a WADA não sancionou o uso de drogas por nadadores chineses que testaram positivo em 2021 após os Jogos Olímpicos de Verão de 2020 e não tiveram punições. No dia seguinte, o presidente da WADA, Witold Banka, lamentou as relações difíceis com o chefe da Agência Antidoping dos Estados Unidos (USADA), Travis Tygart. A justiça americana abriu uma investigação criminal contra a gestão deste caso pela WADA, amparada pela "lei Rodchenkov", pela qual os Estados Unidos se atribuem desde o fim de 2020 uma competência extraterritorial no tema do doping.